# Seznam českých astronomů
Seznam českých astronomů je abecední seznam některých českých astronomů nebo osob zabývajících se souvisejícími obory (astrofyzika, kosmologie).

## A
- Jiří Alter; novinář, astronom (13. března 1891 – 30. října 1972)
- Pavel Ambrož; astronom (* 1941)
- Pavel Andrle; matematik, astronom, kosmolog (1. září 1936 – 28. listopadu 1991)
- Karel Anděl; astronom, kartograf, pedagog (28. prosince 1884 – 17. března 1948)
- František Augustin; meteorolog, astronom, geograf (24. května 1846 – 1. prosince 1908)

## B
- Martin Bacháček z Nouměřic; matematik, astronom, geograf, pedagog (listopad 1541 – 16. února 1612)
- Antonín Ballner; astronom (1900 – 6. května 1972)
- Zdeněk Bardon; fotograf, konstruktér (* 1961)
- Miroslav Bárta; astronom (* 1973)
- Petr Bartoš; analytik, historik astronomie (* 1971)
- Josef Bartoška; astronom (1950 – 15. října 2006)
- Daniel Basilius z Deutschenberka; astronom, profesor, (1585 – 25. června 1928?)
- Ivo Baueršíma; astronom, geodet (* 17. září 1931)
- Bohumil Bečka; astronom (26. května 1853 – 25. června 1908)
- Antonín Bečvář; astronom, meteorolog (10. června 1901 – 10. ledna 1965)
- Bohumila Bednářová (roz. Nováková); astronomka (7. února 1904 – 23. srpna 1985)
- Arthur Beer; německý astronom, seismolog, redaktor (28. června 1900 – 20. října 1980)
- Ladislav Beneš; kartograf, astronom (26. listopadu 1882 – 3. listopadu 1968)
- Joseph Bergmann; matematik, astronom, profesor, jezuita (28. listopadu 1723 – 1825)
- Aleš Bezděk; astronom (* 1970)
- Marcel Bělík; ředitel hvězdárny, funkcionář ČAS (* 1966)
- Jiří Bičák; kosmolog, vysokoškolský učitel (7. ledna 1942 – 26. ledna 2024)
- Wilhelm von Biela; saský astronom (19. března 1782 – 18. února 1856)
- Adam Bittner; matematik, astronom (19. října 1777 – 3. srpna 1844)
- Milan Blaha; astronom (* 20. března 1923)
- Ondřej Blecha; astronom (* 3. března 1943)
- Joseph Georg Böhm; matematik, astronom (27. března 1807 – 29. ledna 1868)
- Záviš Bochníček; astronom, pedagog (20. dubna 1920 – 23. února 2002)
- Jiří Borovička; astronom (* 16. ledna 1964)
- Jan Bouška; geofyzik, profesor (25. listopadu 1908 – 12. července 1978)
- Luboš Brát; pozorovatel, programátor (* 1978)
- Jan Bedřich Breiner; astronom (1583–1638)
- Petr Brejtr; astrofotograf (* 1973)
- Miroslav Brož; astronom, vysokoškolský učitel (* 1975)
- Jaromír Budějický; radioastronom (* 1919)
- Lev Bufka; geofyzik, astronom (15. dubna 1925 – 15. listopadu 1986)
- Emil Buchar; geodet, astronom, pedagog (4. srpna 1901 – 20. září 1979)
- Václav Bumba; astronom (14. srpna 1925 – 13. ledna 2018)
- Michal Bursa; astronom (* 1977)
- Milan Burša; geodet, astronom (4. července 1929 – 17. srpna 1919)
- Marek Bydžovský z Florentina; matematik, historik (1540–1612)

## C
- Pavel Cagaš; astrofotograf (* 1966)
- Zdeněk Ceplecha; astronom (27. ledna 1929 – 4. prosince 2009)
- Jaromír Ciesla; astronom (* 1959)
- Jaroslav Císař; astronom (19. února 1894 – 17. dubna 1983)
- Petr Codicillus z Tulechova; matematik, astronom, pedagog (24. února 1533 – 26. října 1589)
- Alexio Leopold Čabak; astronom, optik (28. března 1685 – 22. listopadu 1757)
- Martin Černický; IT specialista, funkcionář ČAS (* 1966)
- Jakub Černý; pozorovatel (* 25. června 1982)
- Marek Česal; popularizátor, funkcionář ČAS (* 1976)
- Bedřich Čurda–Lipovský; spisovatel, novinář, astronom, politik (20. listopadu 1893 – 21. října 1962)

## D
- Robert Daublebský ze Sternecku; astronom, zeměměřič, geofyzik (7. února 1839 – 2. listopadu 1910)
- Alois M. David; kněz, astronom, kartograf (8. prosince 1757 – 22. února 1836)
- Josef Elijahu Delmedigo; astronom, matematik, filozof, rabín (16. června 1591 – 16. října 1655)
- František Dinnbier; astronom (*)
- Arnošt Dittrich; fyzik, astronom (23. července 1878 – 15. prosince 1959)
- Prokop Diviš; teolog, fyzik, meteorolog, (26. března 1698 – 21. prosince 1765)
- Jakub J. V. Dobřenský z Černého Mostu; lékař, astronom, rektor Univerzity Karlovy (1623 – 3. března 1697)
- Jarmila Dolejší; pozorovatelka, optička (30. prosince 1911 – 6. října 1986)
- Jiří Drbohlav; konstruktér, výrobce astrooptiky, ved. hvězdárny (* 22. března 1940)
- Karel Drdla; funkcionář ČAS (*)
- Miloslav Druckmüller; matematik, astronom (* 24. září 1954)
- Radek Dřevěný; funkcionář ČAS (*)
- Jaroslav Dudík; astronom (* 19. července 1982)
- Jiří Dušek; ředitel HaP, popularizátor, politik (* 11. srpna 1971)
- Petr Dušek; didaktik astronomie (*)
- Jaroslav Dykast; meteorolog, astronom (9. března 1933 – 12. listopadu 2016)
- Elena Dzifčáková; astronomka (*)

## E
- Jan Ebr; pozorovatel, redaktor (* 1982)
- Soňa Ehlerová; astronomka (* 1972)
- Mojmír Eliáš; astronom, geolog († 23. září 2002)
- Vilém Erhart; optik, astronom (4. dubna 1914 – 16. ledna 1996)

## F
- Václav Fabri z Budějovic; astronom, matematik, teolog, (1456? – 3. listopadu 1518)
- Pavel Fabricius z Lauban; astronom, geodet (1519? – 20. dubna 1589)
- František Fárník; astronom (* 1947?)
- Petr Fatka; astronom (*)
- Vlastislav Feik; pozorovatel, předseda hvězdárny (* 1971)
- František Fischer; astronom (30. srpna 1886 – 10. listopadu 1966)
- Stanislav Fischer; fyzik (* 30. listopadu 1936)
- Jakub Fišák; astronom (*)
- Kateřina Flanderová; astronomka (*)
- Jan Franta; astronom ( – 16. března 1978)
- Fritz Erwin Freundlich–Finlay; astronom, pedagog (29. května 1885 – 24. července 1964)
- Jan Frič; fyzik (13. února 1863 – 21. ledna 1897)
- Josef Jan Frič; astronom (12. března 1861 – 10. září 1945)

## G
- Pavel Gabzdyl; geolog, astronom, fotograf (* 23. dubna 1974)
- Vilém Gajdušek; optik, profesor (22. ledna 1977 – 22. ledna 1977)
- David Gans ben Solomon; rabín, historik, (4. ledna 1541 – 13. srpna 1613)
- Martin Gembec; astrofotograf, publicista (* 1978)
- Gustav Gruss; astronom, pedagog (3. srpna 1854 – 22. září 1922)
- Marcel Grün; astronom (20. listopadu 1946 – 2. listopadu 2020)
- Vladimír Guth; astronom (3. února 1905 – 24. června 1980)
- Jiří Grygar; astronom (* 17. března 1936)

## H
- Jaroslav Haas; astronom (*)
- Bohumil Hacar; matematik, astronom, pedagog (9. února 1886 – 9. března 1974)
- Petr Hadrava; astronom (* 16. dubna 1951)
- Tadeáš Hájek z Hájku; astronom, botanik, (1. října 1525 – 1. září 1600)
- František Ignác Kassián Halaška, fyzik, astronom, geograf (10. července 1780 – 12. července 1847)
- Milan Halousek; popularizátor kosmonautiky, učitel, funkcionář ČAS (* 1961)
- Petr Hamr; astrofotograf, konstruktér (* 1959)
- Dagmar Handlířová; odborná pracovnice, lektorka (* 1949)
- Mistr Hanuš; matematik, mechanik († po roce 1497)
- Dalibor Hanžl; fotograf, pozorovatel (* 1968)
- Petr Harmanec; astronom (* 1942)
- Vilém J.J. Hauner; matematik, astronom (28. dubna 1877 – 21. října 1941)
- Havel ze Strahova; astronom, matematik, (1300–)
- Vladimír V. Heinrich; astronom, vysokoškolský učitel (7. září 1884 – 30. května 1965)
- Petr Heinzel, astronom, pedagog (* 1950)
- Petr Hellinger; astronom (*)
- Tomáš Henych; odborný pozorovatel (* 15. března 1984)
- Oldřich Hlad; astronom, ředitel HaP (* 30. prosince 1934)
- Jan Hladký; fyzik (* 8. října 1934)
- Tomáš Holenda; amatérský astronom, letec (* 23. října 1956)
- Jan Hollan; astronom, environmentalista, politik (* 1955)
- Michaela Honková; IT specialista, astrometrie (*)
- Lumír Honzík; funkcionář ČAS (*)
- Kateřina Hoňková; funkcionářka ČAS (* 1989)
- Tomáš B. Horák; astronom (26. května 1939 – 27. ledna 1991)
- Petr Horálek; astrofotograf, publicista (* 1986)
- Kamil Hornoch; (* 5. prosince 1972)
- Karl Hornstein; astronom, pedagog (7. srpna 1824 – 22. prosince 1882)
- Zdeněk Horský; historik, astronom (11. března 1929 – 8. května 1988)
- Jan Hovad; astrofotograf (* 1987)
- Miroslav Hrabovský; optik (* 1947)
- Jakub Hraníček; funkcionář ČAS (*)
- František Hřebík; pozorovatel (28. ledna 1908 – 1. prosince 1991)
- Ivan Hubený; astronom (* 5. června 1948)
- René Hudec; astronom (* 1951)
- Václav Hübner; elektrotechnik, konstruktér dalekohledů (18. dubna 1922 – 25. června 2000)
- Petra Hyklová; astronomka (*)
- Tomáš Hynek; astrofotograf, konstruktér (* 1974)

## Ch
- Martin Cholasta; redaktor, vedoucí AK (*)
- Eliška Chvojková; astronomka (* 28. června 1914)

## J
- Martin Janda; IT specialista, astrometrie (*)
- Jan Janík; odborný pozorovatel (*)
- Václav Jaroš; astronom (26. srpna 1898 – 17. července 1970)
- Jan Jurčák; astronom (* 1978)
- Jakub Juryšek; pozorovatel, operátor FRAM (* 1989)

## K
- Petr Kabáth; astronom (* 1981)
- Josef Kabeláč; geodet (1929–2008)
- František Kadavý; astronom (12. listopadu 1896 – 6. května 1972)
- Martin Kákona; elektrotechnik, astronom (* 1967)
- Václav Kalaš; pozorovatel, publicista (*)
- Vladimír Karas; astronom, vysokoškolský učitel (* 1960)
- Marian Karlický; astronom, vysokoškolský učitel (* 20. října 1949)
- Jana Kašparová; astronomka (*)
- Jiří Kaván; astronom, matematik (3. února 1877 – 30. března 1933)
- Adéla Kawka; astronomka (* 12. října 1977)
- Ota Kéhar; elektrotechnik, metodik fyziky, astronom (* 1977)
- Wenceslaus Pantaleon Kirwitzer; misionář, astronom (1588 – 22. května 1626)
- Bohumil Kladivo; geofyzik, astronom, pedagog (24. června 1888 – 8. února 1943)
- Josip Kleczek; astronom, sluneční fyzik, autor (22. února 1923 – 5. ledna 2014)
- Johannes Klein; mechanik, konstruktér přístrojů (25. srpna 1684 – 15. ledna 1762)
- Josef Klepešta; astronom (4. června 1895 – 12. července 1976)
- Ladislav Klimeš; odborný pracovník (*)
- Miroslav Klvaňa; astronom (* 1943)
- Václav Knoll; vedoucí hvězdárny (11. května 1964 – 10. února 2010)
- Tereza Klocová; astronomka (*)
- Petr Codicillus z Tulechova; profesor (24. února 1533 – 29. října 1589)
- Luboš Kohoutek; astronom (* 29. ledna 1935)
- Jan Kolář; viceprezident IAF (2012–2014) (* 28. května 1936)
- Marek Kolasa; odborný pracovník (* 1975)
- Karel Kolomazník; pozorovatel (*)
- Petr Komárek; fotograf, popularizátor (* 5. října 1982)
- Jan Amos Komenský; pedagog, filozof (28. března 1592 – 15. listopadu 1670)
- Ondřej Kopáček; astronom (* 1981)
- Zdeněk Kopal; astronom, pedagog (4. dubna 1914 – 23. června 1993)
- Miloslav Kopecký; astronom (4. května 1928 – 4. listopadu 2006)
- Daniela Korčáková; astronomka, vysokoškolská učitelka (*)
- David Korda; astronom (*)
- Pavel Koten; astronom (* 1972)
- Lenka Kotková roz. Šarounová; meteorolog, astronomka (* 26. července 1973)
- Richard Kotrba; lektor (*)
- Pavel Kotrč; astronom (* 13. ledna 1948)
- Pavel Koubský; astronom, publicista (* 1943)
- Karel Koutský; matematik, astronom, pedagog (21. října 1897 – 2. července 1964)
- Štěpán I. Kovář; fyzik, historik astronomie (* 1976)
- František Kozelský; konstruktér (12. dubna 1913 – 16. dubna 2004)
- Jan Kožuško; předseda komise Astronomické olympiády (* 1981)
- David Kraft; astrofotograf (* 1980)
- Arthur baron Kraus; astronom, (1854 – 21. března 1930)
- Michaela Kraus; astronom (*)
- Radek Kraus; odborný pracovník (*)
- Karel Kreil; meteorolog, astronom (4. listopadu 1798 – 21. prosince 1862)
- Pavel Kroupa; astronom (* 24. srpna 1963)
- Zdeněk Krušina; protest. teolog, religionista, antropolog, astronom, numismatik (19. června 1963 – 28. srpna 2018)
- Radek Kříček; astronom (* 1990)
- Ladislav Křivský; astronom (8. prosince 1925 – 24. dubna 2007)
- Svatopluk Kříž; astronom (* 4. prosince 1938)
- Michal Křížek; matematik (* 8. března 1952)
- Petr Kubala; redaktor webu astro.cz (* 5. května 1986)
- Jiří Kubát; astronom (* 1962)
- Vojtěch Václav Kubeš; astronom (29. listopadu 1817 – 27. srpna 1895)
- Tomáš Kubica; funkcionář ČAS (*)
- Hana Kučáková; astronomka (*)
- Jan Kučera; IT specialista, pozorovatel, demonstrátor (1941 – 4. června 2016)
- Josef Kujal; astrofotograf, redaktor (*)
- Jakub Filip Kulík; matematik, astronom (1. května 1793 – 28. února 1863)
- Petr Kulhánek; astrofyzik (* 1959)
- Zdeněk Kvíz; astronom, pedagog (4. března 1932 – 21. srpna 1993)

## L
- Václav Laifr; sinolog,popular. kosmonautiky, historik astronomie (* 1975)
- Petr Lála; astronom (* 12. října 1942)
- Jaroslav Landa; popularizátor astronomie (* 1960)
- Josef Langer; matematik, astronom (25. prosince 1650 – 19. března 1711)
- Václav Láska; matematik, geofyzik, astronom, meteorolog, pedagog (24. srpna 1862 – 27. července 1943)
- Martin Lehký; pozorovatel (1972–2020)
- Libor Lenža; astronom, ředitel hvězdárny (* 1969)
- Vojtěch Letfus; astronom (27. listopadu 1923 – 21. února 2003)
- Jiří Linet; astrofotograf (* 1963)
- František Link; astronom, pedagog (15. srpna 1906 – 28. září 1984)
- Josef Johann Littrow; astronom (13. března 1781 – 30. září 1840)
- Ladislav Lukeš; astronom (5. února 1916 – 15. listopadu 1957)
- Cyprián Karásek Lvovický ze Lvovic; astronom, astrolog (8. července 1514 – 25. května 1574)

## M
- Adolf Mach; matematik, astronom (1857 – 23. března 1918)
- Aleš Majer; astrofotograf (*)
- Bohumil Maleček; ředitel hvězdáren (28. května 1923 – 14. května 2008)
- Jan Marcus Marci; fyzik, matematik, profesor (13. června 1595 – 10. dubna 1667)
- Eva Marková; astronomka, ředitelka hvězdárny (* 22. prosince 1949)
- František Martinek; pozorovatel, popularizátor, ředitel hvězdárny (* 18. ledna 1952)
- Tomáš Maruška; astrofotograf (* 1972)
- Bohuslav Mašek; astronom, redaktor, (1. prosince 1868 – 29. 8. 1955)
- Martin Mašek; fotograf, operátor dalekohledu FRAM (* 1988)
- Zbyněk Melich; astronom (*)
- Johann Gregor Mendel; německo-moravský genetik, meteorolog (22. července 1822 – 6. ledna 1884)
- Ivo Míček; IT specialista, funkcionář SMPH (*)
- Zdeněk Mikulášek; astronom, pedagog (* 15. května 1947)
- Vladimír Mlejnek; ředitel hvězdárny, pozorovatel (12. února 1920 – 21. září 1999)
- Josef Mohr; astronom, pedagog (26. listopadu 1901 – 16. prosince 1979)
- Karel Mokrý; správce webu ČAS (* 1977)
- Milada Moudrá; envirommentalistka (*)
- Zdeněk Moravec; astronom (*)
- Josef Morstadt; astronom, meteorolog, kartograf (14. února 1797 – 7. srpna 1869)
- Antonín Mrkos; astronom (27. ledna 1918 – 29. března 1996)
- Vlastimil Musil; astrofotrograf (*)
- Martin Myslivec; astrofotrograf (* 1973)

## N
- František Nábělek; astronom, pedagog (3. března 1852 – 29. října 1915)
- Adolf Neckař; ředitel hvězdárny (11. září 1909 – 6. listopadu 1995)
- Vojtěch Nečas; odborný pracovník († 18. října 1992)
- Vincenc Nechvíle; astronom (20. března 1890 – 5. července 1964)
- David Nesvorný; astronom (* 1969)
- Milan Neubauer; astronom, meteorolog (9. března 1923 – 8 května 1989)
- Václav Němeček; matematik, fyzik, astronom, pedagog (1881 – 27. srpna 1937)
- Karel Novák; astronom, (24. listopadu 1887 – 11. června 1958)
- František Nušl; astronom, optik, matematik, pedagog (3. 12.1867 – 17. září 1951)

## O
- Oto Obůrka; matematik, astronom, pedagog (30. dubna 1909 – 28. prosince 1982)
- Zdeněk Okáč; odborný pracovník, astrofotograf (* 1951)
- Kateřina Onderková; astrofotografka, demonstrátorka (* 1991)
- Bedřich Onderlička; astronom (10. května 1923 – 25. srpna 1994)
- Leoš Ondra; astronom (*)
- David Ondřich; IT specialista, astronom, redaktor (* 1978)
- Samuel Oppenheim; astronom, pedagog (19. listopadu 1857 – 15. srpna 1928)
- Egon Oppolzer; astrofyzik, pedagog (13. října 1865 – 15. června 1907)

## P
- Václav Pacovský z Pacova; astronom, matematik, pedagog (1436 – 22. ledna 1513)
- Vladimír Padevět; astronom (28. ledna 1940 – 28. prosince 1993)
- Johann Palisa; astronom (7. prosince 1848 – 2. května 1925)
- Jan Palouš; astronom, místopředseda MAU (* 30. října 1949)
- John Parish von Senftenberg; německý astronom (23. února 1774 – 2. září 1858)
- Šimon Partlic ze Špicberka; matematik, astronom, pedagog, (1588–1640)
- Jiří Papoušek; astronom (* 1945)
- Dobromila Patáková; ředitelka hvězdárny (*)
- Martin Pauer; geofyzik,astronom (* 1979)
- Martina Pavelková; pozorovatelka (* 1990)
- Radka Pavlíková; vedoucí AK (*)
- Jaroslav Pavlousek; astronom (* 1938)
- Pavel Pech; astrofotograf (* 1980)
- Ondřej Pejcha; astronom (* 1984)
- Luboš Perek; astronom, pedagog (26. července 1919 – 17. září 2020)
- Alois Peřina; profesor, astronom (27. července 1897 – 14. prosince 1976)
- František Pešta; astronom, (3. března 1905 – 13. listopadu 1982)
- Jitka Petrželová; odborná pracovnice, lektorka astronomie (* 1944?)
- Josef Záruba Pfeffermann; optik, politik (12. března 1869 – 24. května 1938)
- Jaroslav Pícha; astronom (28. února 1921 – 21. února 1998)
- Jan Píšala; pedagog, astronom (6. června 1906 – 1. prosince 1983)
- Zdeňka Plavcová; astronomka (1931 – 25. ledna 2023)
- Miroslav Plavec; astronom, profesor (7. října 1925 – 23. ledna 2008)
- Miloš Podařil; funkcionář ČAS (* 1984)
- Stanislav Poddaný; astronom (*)
- Jiří Podolský; relativistický fyzik (* 1963)
- Zdeněk Pokorný; astronom, pedagog, ředitel hvězdárny (27. února 1947 – 5. 12.2007)
- Bedřich Polák; astronom (3. ledna 1909 – 17. října 1988)
- Bohumil Polesný; astronom, profesor (23. září 1905 – 20. listopadu 1976)
- Robert Polloczek; pozorovatel, lektor astronomie, hudebník (*)
- Křišťan z Prachatic; astronom, matematik, (1360? – 5. září 1439)
- Ladislav Pračka; astronom (27. března 1877 – 9. prosince 1922)
- Oldřich Prefát z Vlkanova; matematik, astronom, výrobce přístrojů (12. května 1523 – 26. července 1565)
- Jan Praetorius Richter; matematik, astronom (1537 – 27. října 1616)
- Petr Pravec; astronom (* 17. září 1967)
- Adalbert Prey; astronom, geofyzik, pedagog (16. října 1873 – 22. prosince 1949)
- Jaroslav Procházka; astronom, pedagog (17. dubna 1907 – 5. ledna 1975)
- Tomáš Prosecký; vedoucí hvězdárny (*)
- Michael Prouza; astrofyzik (* 1978)
- Jiří Prudký; ředitel hvězdárny, funkcionář ČAS (*)
- Vladimír Ptáček; astronom (14. července 1920 – 20. února 2001)
- Oldřich Prefát z Vlkanova; český spisovatel, matematik, astronom a cestovatel (12. května 1523 – 26. srpna 1565)
- Pavel Příhoda; astronom, publicista (* 13. ledna 1934)

## R
- Jaroslav Rajchl; astronom (*)
- Rostislav Rajchl; fyzik, astronom (1. ledna 1910 – 1987)
- Karel Raušal; právník, astronom, pedagog, fotograf, konstruktér (16. června 1906 – 19. března 1983)
- Mikuláš Reimarus Ursus; matematik, geometr, astronom (1530 nebo 2. února 1551 – 15. srpna nebo 16. října 1600)
- Libor Richter; astrofotograf (* 1975)
- Bavor Rodovský mladší z Hustiřan; astronom, alchymista (1526 – 1591 nebo 1592)
- Viktor Rolčík; konstruktér (12. března 1885 – 29. srpna 1954)
- Václav Rosický; fyzik, astronom, stenograf (28. září 1850 – 8. února 1929)
- Michal Rottenborn; amatérský astronom (*)
- Jakub Rozehnal; astronom, ředitel org. Planetum (* 1975)
- Antonín Rükl; astronom, kartograf, autor (22. září 1932 – 12. července 2016)
- Jan Řídký; experimentální fyzik (* 1951)

## S
- Josef Sadil; astronom, myrmekolog, publicista (19. března 1919 – 19. ledna 1971)
- Jan Sallaba; astronom, matematik, geometr, pedagog (23. října 1775 – 21. července 1827)
- Ladislav Sehnal; astronom (5. února 1931 – 26. října 2011)
- Zdeněk Sekanina; astronom (* 12. června 1936)
- Čeněk Semerád; publicista (1862–1948)
- Otto Seydl; astronom (5. května 1884 – 15. února 1959)
- August Seydler; fyzik, astronom, pedagog (1. června 1849 – 22. června 1891)
- Ladislav Schmied; astronom (22. června 1927 – 29. března 2012)
- Jan Sitar; astronom(*)
- Franz Ernst Schaffgotsch; matematik, astronom (26. prosince 1743 – 27. března 1809)
- Petr Scheirich; astronom (* 1979)
- Arthur Scheller; astronom, pedagog (3. května 1876 – 23. září 1929)
- Augustin Schindler; advokát, astronom, meteorolog (22. září 1766 – 17. června 1848)
- Bengamin Schlayer; matematik, pedagog, astronom (8. listopadu 1620 – 23. ledna 1670)
- Vojtěch Sidorin; astronom (*)
- Marek Skarka; astronom (* 1982?)
- Karel Slavíček; kněz, astronom (26. prosince 1678 – 24. srpna 1735)
- Vladislav Slezák; funkcionář ČAS (*)
- Hubert Slouka; astronom (6. února 1903 – 14. září 1973)
- Michal Sobotka; astronom (* 1954)
- Petr Sobotka; pozorovatel, popularizátor, funkcionář ČAS (* 1977)
- František Soják; pedagog, astronom, kartograf (5. října 1900 – 13. ledna 1970)
- Petr Soukeník; astrofotograf (*)
- Lenka Soumarová; astronomka (* 1967)
- Rudolf Spitaler; astronom, geofyzik, pedagog (7. ledna 1859 – 1948)
- Pavel Spurný; astronom (* 22. ledna 1958)
- Jiří Srba; odborný pracovník hvězdárny, publicista (* 1980)
- Valentin Stanzel; jezuita, pedagog, matematik, misionář, astronom (1621 – 18. prosince 1705)
- Ignác Florus Stašek; astronom, fyzik, pedagog (27. listopadu 1782 – 1. května 1862)
- Kašpar L. Stehlík z Čeňkova; kněz, matematik, astronom (6. ledna 1571 – 1613)
- František Steinhart; astronom (*)
- Josef Stepling; matematik, pedagog, astronom (29. června 1716 – 11. července 1778)
- Vít Straka; redaktor webu Astro.cz (* 1991)
- Antonín Strnad; astronom, matematik (10. srpna 1746 – 23. září 1799)
- Karel Strnad; redaktor, kulturní pracovník (* 17. listopadu ?)
- Růžena Studničková; astronomka, publicistka (1873 – 14. dubna 1957)
- Zdeněk Stuchlík; astronom, vysokoškolský učitel (* 19. srpna 1950)
- Pavel Suchan; astronom (* 19. května 1956)
- Jindřich Suchánek; publicista, popularizátor (* 1. dubna 1954)
- Petra Suková; astronomka (*)
- Jindřich Svoboda; astronom, matematik, pedagog (13. července 1884 – 12. května 1941)
- Milada Svobodová; vedoucí planetária (*)
- Josef Sýkora; astronom, pedagog (28. ledna 1870 – 23. února 1944)

## Š
- Vojtěch Šafařík; chemik, pedagog, astronom (26. října 1829 – 2. července 1902)
- Paulina Šafaříková; astronomka (11. dubna 1836 – 30. března 1920)
- Pavel Ševeček; astronom (*)
- Zdislav Šíma; astronom, historik (* 19. června 1947)
- Vladislav Šimák; fyzik (20. dubna 1934 – 26. června 2019)
- Miloš Šimek; radioastronom (* 1. ledna 1933)
- Vojtěch Šimon; astronom (* 1968)
- Jan O. Šindel; kněz, astronom, matematik, profesor, rektor (1375 – 1444)
- Maria Antonín Šírk z Rejty; astronom, optik (1597 – 1660)
- Jindřich Šilhán; astronom, pedagog (16. října 1944 – 10. dubna 2000)
- Jaromír Široký; astronom, pedagog (12. července 1930 – 7. března 1993)
- Petr Škoda; astronom (*)
- Emil Škrabal; konstruktér (18. července 1906 – 23. září 2008)
- Miroslav Šlechta; vedoucí provozu (* 1971)
- Ladislav Šmelcer; pozorovatel (* 5. května 1966)
- Ivan Šolc; fyzik, matematik, astronom, filosof (20. května 1927 – 13. května 2013)
- Martin Šolc; astronom (* 23. září 1945)
- Jan Šourek; biolog, funkcionář ČAS (24. června 1887 – 1. ledna 1949)
- Pavel Štarha; elektronik, astrofotograf (* 1974)
- Vladimír Štefl; astronom, vysokoškolský učitel (* 26. ledna 1949)
- Stanislav Štefl; astronom (13. listopadu 1955 – 11. června 2014)
- Milan Rastislav Štefánik; astronom, generál, politik (21. července 1880 – 4. května 1919)
- Bohumil Šternberk; astronom, pedagog (21. ledna 1897 – 24. března 1983)
- Jaroslav Štych; astronom (13. září 1881 – 4. ledna 1941)
- Josef Štěpánek; středoškolský učitel, pozorovatel, zakladatel hvězdárny (13. března 1888 – 14. července 1959)
- Štěpán Štverák; astronom (*)
- Ladislav Šubr; astronom, vysokoškolský učitel (*)
- Mikuláš Šúd ze Semanína; astronom (1490 – 23. dubna 1557)
- Miroslav Šulc; pozorovatel, funkcionář ČAS, středoškolský učitel (* 11. června 1941)
- Josef Šuráň; geodet (25. dubna 1929 – 28. května 2015)
- Michal Švanda; astronom, vysokoškolský učitel (* 13. srpna 1980)
- Zdeněk Švestka; astronom (30. září 1925 – 2. března 2013)

## T
- Jan Táborský z Klokotské Hory; učenec, komponista, astronom, (1500 – leden 1572)
- Jan Tesánek; fyzik, astronom, pedagog (9. prosince 1728 – 22. června 1788)
- František Tesař; matematik, astronom, fyzik (14. 9 1818 – 1902)
- Jana Tichá; astronomka (* 6. května 1965)
- Miloš Tichý; astronom (* 17. prosince 1966)
- Kamila Truparová Plšková; odborná pracovnice (*)
- Karel Trutnovský; geodet, ředitel hvězdárny (* 1972?)

## U
- Vojtěch Ullmann; jaderný fyzik, kosmolog (* 14. dubna 1949)
- Edvard Unckhrechtsberg; astronom (19. července 1795 – 30. března 1870)

## V
- Michal Václavík; elektrotechnik, člen CSO, ESA, popularizátor kosmonautiky (* 14. ledna 1985)
- František Vaclík; pozorovatel (25. prosince 1942 – 11. srpna 2010)
- David Vališka odborný pracovník (*)
- Marek Vandas; astronom (* 21. května 1956)
- Boris Valníček; astronom (11. dubna 1927 – 29. září 2021)
- Vladimír Vanýsek; astrofyzik, pedagog (8. srpna 1926 – 28. července 1997)
- Miroslav Vetešník; astronom, konstruktér, vysokoškolský učitel (* 11. září 1933)
- Zdeňka Vávrová; pozorovatelka (* 1945)
- Martin Vilášek; odborný pracovník (* 1970)
- Matyáš Vilémovský z Brné; astronom, pedagog (1432–1493)
- Antonín Vítek; chemik, popularizátor kosmonautiky (25. ledna 1940 – 28. února 2012)
- Karel Vodička; předseda JAS, astronom (8. listopadu 1880 – 11. března 1957)
- David Vokrouhlický; astronom (* 1966)
- Jan Vondrák; geodet, astronom (* 12. září 1940)
- Břetislav Vonšovský; pěvec, vedoucí hvězdárny, funkcionář ČAS (4. února 2019)
- Alois Vrátník; pozorovatel, autor atlasu hv. oblohy (* 19. listopadu 1911 – 1992)
- Marie Vykutilová; fyzička, ředitelka hvězdárny (* 1950)

## W
- Ladislav Weinek; němec. astronom, pedagog (13. února 1848 – 12. listopadu 1913)
- Marek Wolf; astronom, vysokoškolský učitel (* 1957)

## Z
- Jan Zahajský; funkcionář ČAS (*)
- Jan Zahrádka z Radkova; matematik, rektor, astronom, humanista (18. listopadu 1501 – 2. dubna 1557)
- Josef Zahrádka; středoškolský učitel, ředitel hvězdárny (23. března 1939–)
- Jan Zajíc; konstruktér, zakladatel hvězdárny ve Vlašimi a VAS, účastník 2. odboje (29. ledna 1910 – 7. prosince 2004)
- Ivo Zajonc; zoolog, astronom (27. června 1933 – 26. června 2021)
- Jaroslav Zdeněk; matematik, profesor, astronom (3. dubna 1837 – 9. července 1923)
- Miloslav Zejda; astronom, vysokoškolský učitel (* 1965)
- Petr Zelený; astronom (* ?)
- Jindřich Zeman; astronom (31. ledna 1894 – 18. listopadu 1978)
- Alena Zemanová; astronomka (* ?)
- František Zeno SJ; matematik, astronom, geolog, paleontolog, učitel na Univerzitě Karlově (7. ledna 1734 – 1781)
- Vladimír Znojil; astronom, programátor, fyziolog (26. října 1941 – 29. listopadu 2008)
- Lenka Zychová; astronomka (* 1986)
- Václav Žatecký Vacher; matematik, astronom (1470–1520)

## Ž
- Pavel Žídek; teolog, astronom (1413–1471)
- Vojtěch Žíla; botanik, astronom, učitel (10. června 1942 – 2. července 2022)